# 김용남 (1950년)
김용남(金龍男, 1950년 2월 2일 전라남도 순천 ~ 현재)은 대한민국의 전직 조직폭력배로 통일민주당 창당 방해 사건(용팔이 사건)을 벌인 사람이다. 현재 참회하고 개신교 신앙 활동과 학교 폭력 반대활동을 하고 있다.

## 김용남을 연기한 배우
- 이한위 - MBC 드라마 《제5공화국》, 2005년